# Guerre froide au Moyen-Orient
Cet article traite d'un thème de géopolitique contemporaine et ne doit pas être confondu avec les évènements survenus au Moyen-Orient durant la période de la guerre froide arabe (1952-1994).
- Iran
- Arabie saoudite
- Rivalités dans les pays tiers

Conflit israélo-arabe
Conflit israélo-palestinien
Conflit par procuration Iran-Israël
Le conflit par procuration Iran-Arabie Saoudite ou la guerre froide au Moyen-Orient (ou nouvelle guerre froide en français et Iran–Saudi Arabia proxy conflict en anglais) est un concept géopolitique récent faisant référence aux rivalités entre l'Arabie saoudite et ses alliés d'une part et l'Iran et ses alliés d'autre part dans l'histoire contemporaine du Moyen-Orient. Comme la guerre froide qui oppose les États-Unis, l'URSS et leurs alliés respectifs durant la seconde moitié du XXe siècle, il s'agit d'une confrontation menée de manière principalement indirecte entre les deux camps et qui prend diverses formes : rivalités diplomatiques, militaires, économiques, religieuses ou encore culturelles. Les deux États ont rompu leurs relations diplomatiques en 2016 et, dans leur lutte d'influence, ils s'emploient à soutenir des camps rivaux au Moyen-Orient et même au delà.

## Contexte géopolitique du Moyen-Orient
Les relations entre l'Arabie saoudite et l'Iran s'inscrivent dans le contexte géopolitique global du Moyen-Orient, région qui occupe une position charnière entre l'Europe, l'Asie et l'Afrique et dont l'extraordinaire richesse en hydrocarbures mais aussi la diversité et les fractures sociales, culturelles et religieuses sont sources de tensions souvent anciennes mais exacerbées au XXIe siècle par la montée des inégalités et des extrémismes,.
Durant la seconde moitié du XXe siècle, la guerre froide opposant le bloc occidental et le bloc soviétique s'étend au Moyen-Orient. Les Soviétiques soutiennent les pays arabes et fournissent en quantité des armes à l'Égypte et à la Syrie avec lesquelles ces pays mènent et perdent contre Israël la guerre des Six Jours en 1967 et la guerre du Kippour en 1973. Les États-Unis nouent des alliances fortes avec la Turquie et l'Iran, qui possèdent une frontière avec l'Union soviétique, et fournissent une aide financière et militaire à Israël pour lui permettre de ne pas être submergé par ses voisins arabes. Cet équilibre est bouleversé par la révolution iranienne de 1979 qui renverse le régime monarchique de Mohammad Reza Pahlavi soutenu par les États-Unis et instaure une République islamique théocratique anti-occidentale. Cet événement marque aussi le début de la grande fracture entre l'Iran et l'Arabie saoudite, qui approfondit depuis lors ses liens avec les États-Unis et appuie l'Irak contre l'Iran durant la longue guerre qui oppose ces deux pays de 1980 à 1988. Cet antagonisme se nourrit de l'opposition sur le plan religieux entre le chiisme, branche de l'islam dominante en Iran et le sunnisme largement majoritaire en Arabie saoudite.
Au XXIe siècle, l'application à la région du concept de « guerre froide » s'appuie sur une lecture à plusieurs niveaux de la situation géopolitique du Moyen-Orient, qui résulte à la fois d'événements de l'histoire récente de la région — tels que les mouvements populaires du Printemps arabe puis de l'Hiver islamiste —, du rôle prépondérant des activités d'extraction des hydrocarbures, d'enjeux politiques et religieux entre les différentes puissances régionales et de l'activisme des grandes puissances mondiales dans la région au nom de la sécurité des approvisionnements en hydrocarbures et du commerce maritime. Le Moyen-Orient n'est pas dominé par une seule grande puissance régionale, ni même régi politiquement par un duopole : quatre États ont des ambitions de domination régionale, deux sont arabes l'Arabie saoudite et l'Égypte, mais deux sont issus de l'empire perse, l'Iran, ou de l'empire ottoman, la Turquie. Un cinquième État, Israël, de par sa spécificité religieuse au milieu du monde musulman, de par ses alliances, sa puissance militaire et économique est aussi un acteur incontournable de la géopolitique régionale. Cependant, par le jeu des alliances politiques et religieuses, l'affrontement entre l'Iran et l'Arabie saoudite s'étend à toute la région du Moyen-Orient : le « croissant chiite », au Nord et à l'Est englobe l'Iran, l'Irak, la Syrie et le Liban, tandis qu'au Sud et à l'Ouest l'« arc sunnite » couvre l'Arabie saoudite, ses alliés de la péninsule arabique, et l'Égypte. Seule la Turquie conduit une politique étrangère indépendante qui l'amène à des alliances de circonstances au coup par coup,,.

### Enjeux autour des hydrocarbures

Carte des régions pétrolifères au Moyen-Orient.

Les pays du golfe Persique possèdent 60 % des réserves pétrolières exploitables et 40 % des réserves de gaz de la planète ; ils produisent 30 % du pétrole et 12 % du gaz mondial ; ce qui fait de l'exploitation des hydrocarbures, l'activité principale de la plupart des pays du golfe Persique ainsi que leur source de revenus première. Les plus grands pays producteurs sont regroupés dans l'Organisation des pays exportateurs de pétrole (dont l'Arabie saoudite, l'Irak et l'Iran) et acheminent ces ressources vers les pays importateurs par voie maritime ou par des oléoducs en liaison avec la Méditerranée et la mer Rouge, ou directement avec l'Europe via la Turquie.
À titre d'exemple, 80 % des recettes publiques de l'Arabie saoudite, 55 % de son PIB et 90 % de ses exportations sont directement ou indirectement liés à l'exploitation de ses gisements pétroliers et même si le pays a entrepris des efforts pour diversifier son économie (notamment via son fonds souverain), la dépendance demeure importante et occupe donc une place majeure dans la politique nationale et étrangère du pays. Le constat est le même dans des proportions variables pour les autres pays de la région.
La majorité des exportations maritimes saoudiennes et des pays de la péninsule arabique vers les marchés asiatiques passent par le détroit d'Ormuz — un étroit passage situé entre les Émirats arabes unis, Oman et l'Iran — et celles vers l'Europe, par le Bab-el-Mandeb et le canal de Suez — contrôlés par l'Égypte. Sur ce plan, les relations internationales jouent un rôle majeur car si en théorie, la liberté de circulation des navires marchands dans les détroits est assurée par la Convention des Nations unies sur le droit de la mer, en pratique, les perturbations dans les pays riverains conduisent presque systématiquement à un accroissement des tensions diplomatiques, voire à des d'affrontements directs liés au besoin de conserver la liberté de passage pour ces navires.
L'acheminement des hydrocarbures par les systèmes d'oléoducs et de gazoducs est également un des éléments clés de l'industrie pétrolière ; ils sont principalement situés en Arabie saoudite, entre les zones d'extraction et les terminaux pétroliers et en Turquie, où transite une partie du pétrole du Caucase et d'Asie centrale destiné au marché européen. Et au même titre que les voies de navigation dans la région sont fragiles, les canalisations peuvent être prises pour cible en cas d'agression interne ou externe, c'est donc également un enjeu géostratégique autour duquel se cristallisent les tensions et notamment lorsque ce sont des réseaux transnationaux. Cela a été particulièrement le cas lors des trois « guerres du Golfe » (Iran-Irak, Irak-Koweït, Irak-Coalition internationale) ; les réseaux de distribution et les sites d'exploitation ont systématiquement fait partie des objectifs stratégiques prioritaires.

### Dualisme entre sunnisme et chiisme
Les relations entre l'Arabie saoudite et l'Iran sont également marquées par une rivalité ethnologique entre les Perses et les Arabes et par l'hostilité religieuse entre chiites et wahhabites, concernant autant des points de théologie que l'accès aux lieux saints de l'islam,.
La politisation des clivages religieux et des différences culturelles est également l'un des facteurs récurrents des conflits militaires et des luttes de pouvoir au Moyen-Orient. Le fait n'est pas nouveau et est attesté depuis les origines de l'islam mais il est régulièrement mis en avant dans les médias modernes comme élément de fonds expliquant la situation contemporaine de la région ; pour la plupart des géopoliticiens, il doit être nuancé et son rôle doit être pondéré au regard de la multiplicité des facteurs d'explication,.
Ainsi, en abordant le problème sous une dimension plus politique, les chiites se retrouvent unis par divers enjeux dans ce que le roi Abdallah II de Jordanie a appelé en 2004, le « croissant chiite », expression reprise depuis par divers médias et politiques et qui rassemble l'Iran, le Pakistan, l'Irak, la Syrie et une partie du Liban (avec le Hezbollah comme représentant politique majoritaire dans le pays) en opposition donc avec un « arc sunnite » mené par les Saoud et qui regroupe une large partie des membres de la Ligue arabe et des États tiers, tels qu'Israël ou le Liban, dont la population n'est pas nécessairement majoritairement sunnite,.
Récemment, les tensions ont été particulièrement exacerbées dans les zones ou les deux groupes religieux cohabitent, sans pour autant que la religion soit le facteur le plus clivant : au Yémen, en Irak, au Qatar ou au Liban, les facteurs politiques ont été prépondérant avec de manière schématique, une opposition entre des groupes pro Riyad et d'autres pro Téhéran,.

### Implications des puissances étrangères
Dans ces rivalités, les puissances étrangères jouent également un rôle, au Moyen-Orient mais également à l'extérieur de celui-ci, que ce soit afin d'assurer leurs approvisionnements en matières premières, exporter leurs idéologies ou répondre à des enjeux stratégiques, économiques, politiques ou militaires, etc., les États-Unis, la Russie, la Chine ou les États membres de l'Union européenne (Royaume-Uni et France, anciennes puissances coloniales dans la région, principalement) sont très actifs sur la scène internationale. Dans cette logique, les récentes interventions en Syrie et en Irak contre le groupe État islamique et divers acteurs locaux (gouvernement syrien, groupes kurdes ou paramilitaires) ont montré que chaque acteur avait ses intérêts propres et se positionnait aux côtés des acteurs régionaux en fonction de ceux-ci. Ainsi la Russie s'est positionnée avec l'Iran aux côtés du gouvernement syrien ; les Occidentaux se sont positionnés avec l'Arabie saoudite et la plupart des pays arabes contre les groupes terroristes ; la Turquie s'est associée avec des milices sunnites contre les Kurdes, etc..
Les organisations internationales sont également impliquées ; que ce soient les organisations centrées sur le monde arabe telles que la Ligue arabe, l'Organisation de la coopération islamique ou le Conseil de coopération du Golfe ; les phénomènes d'intégration régionale font que leur poids tend à s'accroître et qu'ils sont de plus en plus sollicités à prendre parti aux conflits dans lesquels leurs membres sont impliqués,.
Le dualisme international qui prévalait dans la région lors de la guerre froide de la seconde moitié du XXe siècle n'a pour autant pas complètement disparu avec l'avènement du « monde multipolaire » ; États-Unis et Russie ont toujours un rôle majeur, notamment en raison de l'absence de politique commune ou de l'écart pris par les Européens vis-à-vis de sujets aussi sensibles, de la politique neutraliste chinoise qui se contente principalement de répondre à des objectifs économiques, commerciaux et énergétiques (ses principaux fournisseurs de pétrole sont l'Arabie saoudite et l'Iran) ou des intérêts géostratégiques davantage tournés vers leur environnement régional des autres pays des BRICS.
Ainsi, malgré les évolutions de la politique étrangère américaine au cours des deux dernières décennies, le Moyen-Orient demeure une zone d'influence dans laquelle les États-Unis veulent continuer de compter ; leurs réseaux diplomatiques et économiques sont très développés et les forces militaires américaines ont plusieurs bases dans la région pour leurs trois armes (air, terre, mer) et interviennent régulièrement sur ce théâtre.
Dans le cas de la Russie, les analystes sont plus perplexes ; si elle prend une part de plus en plus active dans la région, son rôle reste limité à quelques points clés de sa politique étrangère (base de Tartous en Syrie, collaborations avec l'Iran, désaccords récurrents avec les Occidentaux au Conseil de sécurité de l'ONU, etc.) ; le Moyen-Orient s'apparente là aussi plus à un théâtre d'opérations dans la rivalité avec les États-Unis qu'à une zone spécifique dans laquelle elle chercherait à imposer son influence durablement.

### Armes nucléaires dans la région
Des pays de la région, au moins trois disposent de matériel militaire utilisant la technologie nucléaire ou de capacités de production de tel matériel sur leur sol ; la Turquie qui abrite des armes nucléaires américaines dans le cadre de l'OTAN mais qui souhaite également développer son propre programme nucléaire, Israël qui détient un programme civil et militaire mais qui n'est pas contrôlé par l'AIEA et l'Iran qui a officiellement un programme civil et sur lequel porte des soupçons de développement d'un programme militaire.
L'équilibre de la terreur qui prévalait durant la guerre froide est également d'actualité au Moyen-Orient ; l'armée israélienne ne cache pas son objectif de chercher à neutraliser les installations nucléaires iraniennes et a déjà frappé d'autres installations de pays dans la région par le passé et l'Arabie saoudite envisage de développer une filière civile basée sur l'énergie nucléaire avec la construction de plusieurs réacteurs à l'horizon des années 2040, tout en se réservant le droit d'utiliser cette filière à des fins militaires. Selon un rapport d'information du Sénat français et des sources journalistiques, l'Arabie saoudite aurait également la possibilité d'utiliser la capacité militaire pakistanaise à des fins défensives,.

## Rivalités dans les pays tiers

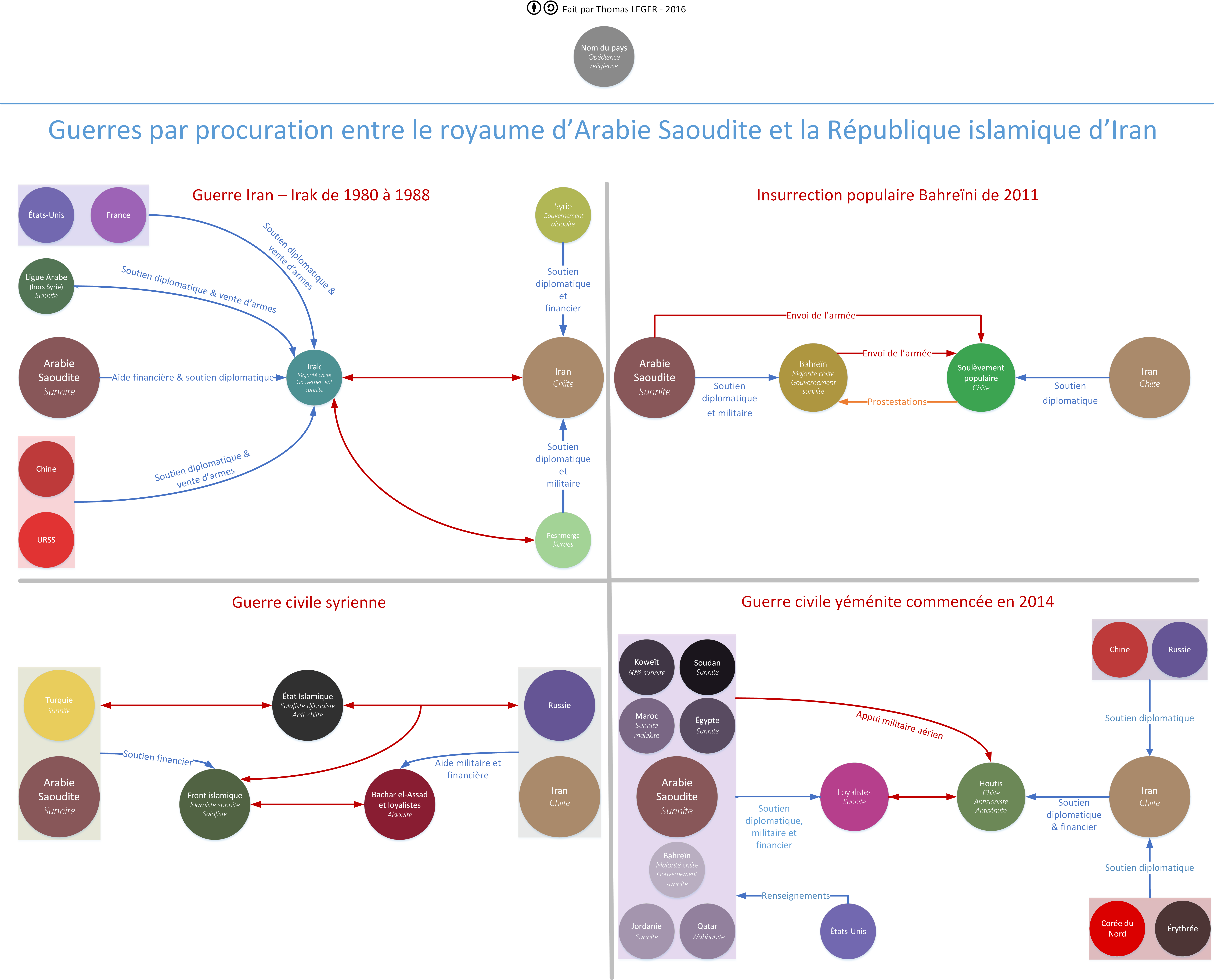
Guerres par procurations entre l'Arabie Saoudite et l'Iran.

### Afghanistan
Dans le cadre de la guerre civile du Yémen, le gouvernement afghan a choisi de soutenir la coalition menée par l'Arabie saoudite ; cette décision s'opposant de fait à la politique étrangère de son voisin iranien a été analysée comme relevant d'une logique de politique intérieure dans laquelle l'Arabie Saoudite et le Pakistan disposent d'une influence sur les talibans qui est nécessaire au gouvernement d'Ashraf Ghani pour améliorer la situation sécuritaire du pays.

### Bahreïn
Avec la vague des printemps arabes de 2011, une insurrection populaire débute à Bahreïn, pays à majorité chiite. L'Arabie saoudite envoie des forces militaires pour mettre fin à la révolte qui menace de renverser le régime sunnite en place et éviter que le pays ne bascule dans la sphère iranienne. Comme son voisin, le Bahreïn est également une monarchie héréditaire dont les membres de la famille royale sont majoritairement sunnites et tente d'orienter progressivement son économie vers un modèle libéral de diversification basée sur le tourisme, la finance et les services à très forte valeur ajoutée pour préparer l'après-pétrole. Ces éléments de convergence renforcent les liens de dépendance des deux États ; c'est entre autres ce qui explique que la répression contre les opposants ait été aussi forte. Les individus mais également les groupes ont été poursuivis pour des faits qualifiés de « terroristes » et en février 2017, le Wefaq, la principale force d'opposition chiite, a été définitivement dissout.

### Irak
L'Irak occupe une position géographique centrale entre Riyad et Téhéran ; le pays est aussi au carrefour des populations arabes, perses et kurdes et a mis fin en 2017 à la domination de l'État islamique (EI) mais le pays reste extrêmement instable et soumis à des influences internes et externes. Après la chute du régime de Saddam Hussein, l'Iran a pris un rôle prépondérant en soutenant le nouveau gouvernement à dominante chiite et ce n'est qu'après la seconde guerre civile irakienne que l'engagement des saoudiens avec le pays ne s'est accru. Un Conseil de coordination conjoint axé sur la lutte antiterroriste et la reconstruction du pays a été mis en place, des accords économiques ont été signés et des investissements saoudiens sont prévus pour faciliter la reconstruction de ports et d'autoroutes.
Les aspirations d'indépendance des Kurdes dans la partie nord du pays est également un enjeu international ; si ceux-ci disposent d'une autonomie régionale en Irak et en Iran, ce n'est pas le cas en Turquie, qui cherche à restaurer une pleine souveraineté sur ses régions à majorité kurde d'Anatolie orientale et d'Anatolie du Sud-Est. Cette question ressort aussi en Irak à la suite de la défaite de l'EI dans laquelle les Kurdes se sont fortement impliqués ; avec leur « nouveau poids militaire et politique », cela pourrait compromettre à l'intégrité territoriale du pays, ce qui n'est souhaité par aucune des puissances régionales riveraines.

### Liban
Le Liban est un État multiconfessionnel, composé de nombreuses communautés et dont le système politique fonctionne sur une règle mise en place à l'indépendance et qui veut que le président soit chrétien maronite, le Premier ministre sunnite et le chef du Parlement chiite. Ces spécificités sont à l'origine de nombreuses luttes d'influence à l'intérieur du pays dans laquelle l'ingérence des États voisins est importante ; son histoire récente est ainsi marquée par plusieurs périodes d'occupation étrangère (israélienne puis syrienne) et l'afflux de nombreux réfugiés (Palestiniens et Syriens principalement) ; en moins de cinq décennies, plusieurs affrontements internes et externes mettent à mal l'unité du pays (Israël/Syrie, Israël/OLP, Israël/Hezbollah, Liban/Syrie, etc.) et sa structure démographique se modifie profondément,.
Plus récemment, Iraniens et Saoudiens cherchent à attirer le pays dans leurs sphères d'influences respectives en utilisant les différences ethniques et religieuses qui se sont accentuées avec ces évolutions démographiques ; pour faire pression sur le gouvernement libanais afin qu'il contienne l'influence du Hezbollah (d'orientation chiite et proche politiquement du gouvernement iranien) et que naisse un soulèvement anti-Hezbollah, voire la formation de milices anti-Hezbollah par les réfugiés palestiniens, l'Arabie Saoudite a contraint le président du Conseil des ministres Saad Hariri à démissionner en 2017. Après une médiation internationale, Hariri revient au Liban pour finalement annuler sa démission.

### Nigeria
Le nord du Nigeria est également une zone de tension entre populations à majorité sunnite et chiite dont certains groupes politiques et religieux sont soutenus par l'Iran et l'Arabie saoudite conduisant à des affrontements meurtriers entre ceux-ci. Dans un pays majoritairement sunnite, le Mouvement islamique du Nigeria, soutenu par l'Iran, cherche à instaurer la charia et utilise différentes méthodes pour parvenir à ses fins parmi lesquelles formation religieuse et dons aux plus pauvres — il est également accusé d'avoir fomenté un attentat.

### Pakistan

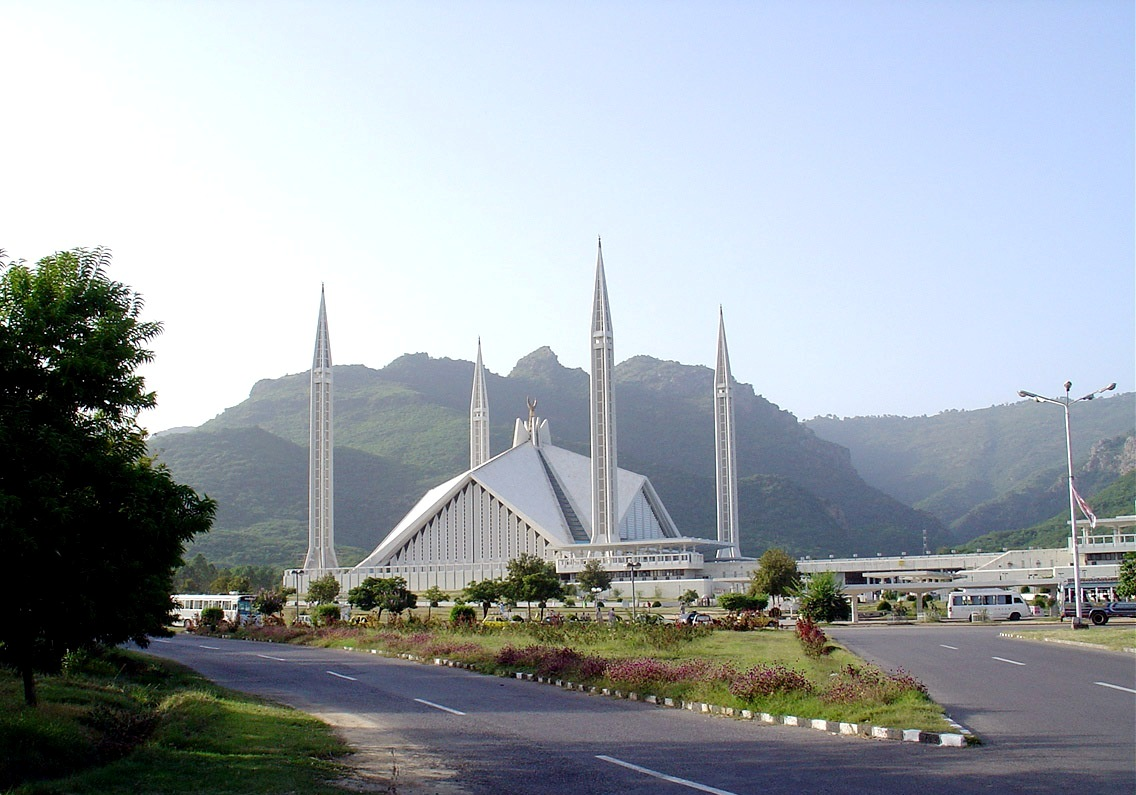
La mosquée Faisal, financée par des fonds saoudiens au Pakistan.

Dans le cas du Pakistan, le pays privilégie une position neutre selon le politologue Hasan Askari Rizvi (en) en raison notamment des « difficultés concernant la sécurité intérieure, les tensions régionales avec l'Afghanistan et les relations compliquées avec l'Inde » ; il précise que « l'opinion publique soutient l'idée qu'il est dans l'intérêt du Pakistan de continuer à jouer la carte de la diplomatie, même si la neutralité sera difficile à tenir. ».
La question du nucléaire militaire est également envisagée en raison de l'écart entre les capacités de l'Arabie saoudite et de l'Iran ; ce dernier ayant un programme civil avancé et potentiellement, un programme militaire ; les saoudiens pourraient simplement acquérir les capacités militaires auprès de leur partenaire militaire pakistanais.

### Qatar
La rivalité entre l'Arabie saoudite et le Qatar remonte à l'émancipation de ce dernier dans les années 1990 ; elle s'est accentuée avec le Printemps arabe, au cours duquel le Qatar a appuyé les mouvements liés aux Frères musulmans dans différents pays du Moyen-Orient et d'Afrique du Nord. De leur côté, les autres membres du Conseil de coopération du Golfe ont préféré soutenir les régimes en place et ont ainsi accusé le Qatar de financer des groupes qu'ils considèrent comme terroristes et notamment des forces paramilitaires tels que le Hamas (bande de Gaza) et le Hezbollah (Liban) ou des groupes politiques dont les intérêts divergent de ceux des saoudiens.
Ainsi, en juin 2017, plusieurs pays annoncent la rupture de leurs relations diplomatiques avec le Qatar, dont l'Arabie saoudite, les Émirats arabes unis et l'Égypte et des mesures de blocus terrestres et de l'espace aérien autour du Qatar sont mises en place. L'émirat est toutefois soutenu par la Turquie et le qui approuve un déploiement militaire en vertu d'un accord de défense entre les deux pays.

### Syrie
La guerre civile syrienne place indirectement les deux pays en situation de conflit. L'Iran est un allié de longue date du régime Bachar el-Assad et lui fournit un soutien diplomatique et militaire. La Turquie intervient également de son côté, en soutenant d'autres groupes paramilitaires mais selon ses propres intérêts et avant tout pour protéger sa frontière avec la Syrie des groupes à dominante kurde qui ont une influence également sur son territoire. Au sud, le conflit syrien est aussi le théâtre d'affrontements directs entre le Hezbollah libanais, les Gardiens de la révolution iraniens et l'armée israélienne qui occupe le plateau du Golan depuis 1967 ; en 2017 et 2018, les deux groupes s'affrontent principalement par la voie des airs avec des tirs de missiles et de roquettes et des frappes de drones et de avions de chasse.

### Yémen
L'Arabie saoudite s'implique militairement dans la guerre civile du Yémen pour contrer l'influence de l'Iran qui soutient les Houthis opposé au gouvernement élu du pays. Les saoudiens et leurs alliés regroupés au sein d'une coalition internationale panarabe soutiennent à l'inverse le régime en place du président sunnite Hadi. L'intervention est menée avec des moyens aériens, maritimes et terrestres et est accompagnée d'un blocus aérien, terrestre et naval dans lequel Riyad participe activement et directement ; selon l'ONU, après trois ans de conflit, « sept millions de Yéménites sont au bord de la famine et près d’un million de cas de choléra ont été répertoriés ».